# 정윤호 (희극인)
정윤호(1986년 10월 15일 ~ )는 대한민국의 희극 배우이다.

## 출연 작품
- KBS2 《개그콘서트》

〈리얼토크쇼〉
〈불편한 진실〉
〈시청률의 제왕〉
〈KBS 스페셜 그것이 알고싶은 추적 60분 수첩〉학생 역
〈"... ..."〉
〈엔젤스〉
〈초보뉴스〉기자 역
〈후궁뎐;꽃들의 전쟁〉
〈미안해요 형〉
〈나 혼자 남자다〉
〈명인본색〉
〈10년 후〉
〈스톡홀름 신드롬〉
〈환상의 커플〉
〈1대1〉
〈아재씨〉
〈테러블 메이커〉
〈사랑이 LARGE〉
〈다시보기〉
〈나가거든〉
〈돌아가〉이상훈의 형 → 보스 도끼파 역
〈아무말 대잔치〉
〈창과 방패〉
〈극단적 극단〉
〈데빌스〉

## 공연
- 2009년 당신이 주인공(연극)
- 2010년 당신이 주인공(연극)

## 유행어
- 오~ (초보뉴스)
- 모르겠어요~ (1대1)
- 여기 안나와 있었는데 (1대1)
- 이상훈이~! (돌아가)